# Live 8

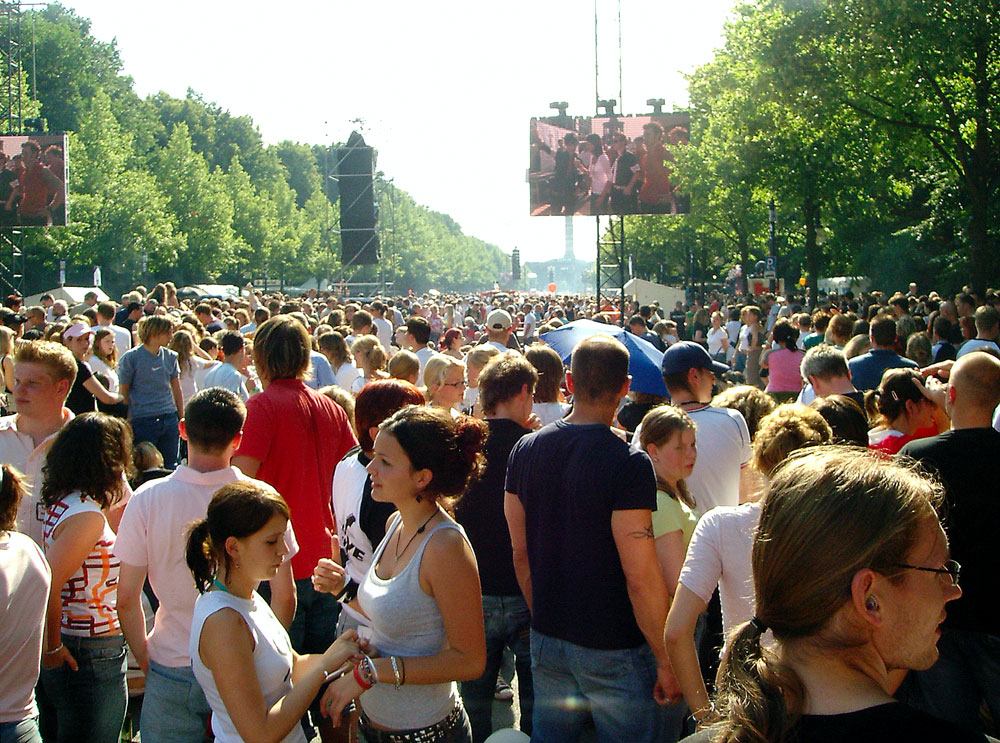
Concertul Live 8 din Berlin, Germania

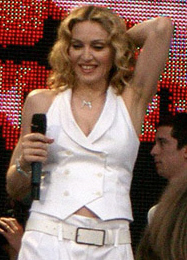
Madonna pe scena Live 8

Live 8 este numele unei serii de concerte maraton desfășurate pe 2 iulie 2005 în mai multe orașe de pe tot mapamondul. Live 8 a făcut parte din seria de activități sub titlul Make Poverty History (Să facem ca sărăcia să fie istorie) menite a crea presiune civică asupra liderilor G8 (Grupul celor mai industrializate 7 state, plus Rusia) în vederea eradicării sărăciei în Africa. Live 8 a avut loc cu doar 4 zile înainte de debutul unui summit al G8 la Edinburgh în Scoția.
Acțiunea a fost inspirată și organizată de către Bob Geldof, cel care organizase cu 20 de ani în urmă un alt mega-concert caritabil, Live Aid, pentru ajutorarea celor loviți de foamete în Etiopia. Spre deosebide de Live Aid, Live 8 nu a fost gândit ca un concert de binefacere, ci ca o încercare de creștere a conștiinței civice a cetățenilor din statele industrializate cu privire la problemele țărilor sărace din Africa.
Cel mai important dintre aceste concerte s-a desfășurat în Hyde Park, Londra, și a avut pe afiș artiști ca Elton John, REM, Dido, Madonna, Coldplay, Robbie Williams, Sting, Pink Floyd (reuniți după mai mult de 20 de ani), U2 și Paul McCartney.
Concerte s-au mai desfășurat în Paris, Johannesburg, Tokyo, Philadelphia, Berlin, Roma.